# Everything Louder than Everyone Else
Everything Louder than Everyone Else – album nagrany w 1999 roku przez zespół Motörhead. Wydawnictwo ukazało się 23 marca 1999 roku nakładem wytwórni muzycznej Steamhammer/SPV GmbH.

## Lista utworów
Opracowano na podstawie materiału źródłowego
| CD 1 | CD 1                                 | CD 1    |
| Nr   | Tytuł utworu                         | Długość |
| ---- | ------------------------------------ | ------- |
| 1.   | „Iron Fist”                          |         |
| 2.   | „Stay Clean”                         |         |
| 3.   | „On Your Feet Or On Your Knees”      |         |
| 4.   | „Over Your Shoulder”                 |         |
| 5.   | „Civil War”                          |         |
| 6.   | „Burner”                             |         |
| 7.   | „Metropolis”                         |         |
| 8.   | „Nothing Up My Sleeve”               |         |
| 9.   | „I’m So Bad, Baby I Don’t Care”      |         |
| 10.  | „The Chase Is Better Than The Catch” |         |
| 11.  | „Take The Blame”                     |         |
| 12.  | „No Class”                           |         |
| 13.  | „Overnight Sensation”                |         |
| 14.  | „Sacrifice”                          |         |

| CD 2 | CD 2                        | CD 2    |
| Nr   | Tytuł utworu                | Długość |
| ---- | --------------------------- | ------- |
| 1.   | „Born To Raise Hell”        |         |
| 2.   | „Lost In The Ozone”         |         |
| 3.   | „The One To Sing The Blues” |         |
| 4.   | „Capricorn”                 |         |
| 5.   | „Love For Sale”             |         |
| 6.   | „Orgasmatron”               |         |
| 7.   | „Going To Brazil”           |         |
| 8.   | „Killed By Death”           |         |
| 9.   | „Bomber”                    |         |
| 10.  | „Ace Of Spades”             |         |
| 11.  | „Overkill”                  |         |

## Twórcy
Opracowano na podstawie materiału źródłowego.
| Zespół Motörhead w składzie - Lemmy Kilmister – gitara basowa, wokal prowadzący - Philip Campbell – gitara elektryczna, wokal wspierający - Mikkey Dee – perkusja |  | Inni - Charlie Bauerfeind, Rainer Hänsel - miksowanie - Jena Petsch - oprawa graficzna - Henri Clausel - zdjęcia - Tim Butcher, Vito DeVito, Tom Miller, Thomas "Eagle" Dobbie - obsługa techniczna |